# Selaginella drepanophylla
Selaginella drepanophylla är en mosslummerväxtart som beskrevs av Arthur Hugh Garfit Alston. Selaginella drepanophylla ingår i släktet mosslumrar, och familjen mosslummerväxter. Inga underarter finns listade i Catalogue of Life.